# Godofredo de Hohenlohe-Langemburgo
Godofredo de Hohenlohe-Langemburgo (Godofredo Hermano Alfredo Paulo Maximiliano Vítor), (24 de março de 1897 - 11 de maio de 1960) foi príncipe titular de Hohenlohe-Langemburgo de 1950 até a sua morte.

## Família
Godofredo era o filho mais velho do príncipe Ernesto II de Hohenlohe-Langemburgo e da princesa Alexandra de Saxe-Coburgo-Gota. Pelo lado da mãe era sobrinho da rainha Maria da Roménia e da grã-duquesa Vitória Feodorovna da Rússia. Os seus avós paternos eram o príncipe Hermano Ernesto IV de Hohenlohe-Langemburgo e a princesa Leopoldina de Baden. Os seus avós maternos eram o príncipe Alfredo, duque de Edimburgo e de Saxe-Coburgo-Gota e a grã-duquesa Maria Alexandrovna da Rússia.

## Primeiros anos
Após a queda da monarquia na Alemanha em 1918, Godofredo continuou a ser um líder da aristocracia europeia. Prestou serviço militar no exército alemão durante a Segunda Guerra Mundial onde ficou ferido gravemente na frente de combate russa. Foi dispensado do exército depois de ter participado numa tentativa de assassinato de Adolf Hitler que nunca foi levada a cabo a 20 de julho de 1944.

## Casamento e descendência
Godofredo teve um breve noivado com a viúva Gloria Morgan Vanderbilt entre 1927 e 1928. Durante o julgamento de custódia de Gloria Vanderbilt em 1934 foram fornecidos testemunhos escandalosos sobre a sua relação com Godofredo que surgiram enquanto os dois estavam noivos. O príncipe foi testemunha a favor de Gloria no julgamento numa tentativa de limpar ambos os seus nomes.

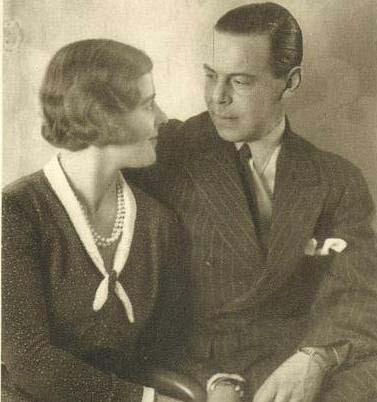
Godofredo e Margarida

A 3 de dezembro de 1930, Godofredo anunciou o seu noivado com a princesa Margarida da Grécia e Dinamarca, filha mais velha do príncipe André da Grécia e Dinamarca e da sua esposa, a princesa Alice de Battenberg. Os dois casaram-se a 20 de abril de 1931 em Langemburgo. Tanto a princesa Margarida como o príncipe Godofredo eram descendentes da rainha Vitória do Reino Unido e do czar Nicolau I da Rússia, sendo primos em terceiro-grau.
Tiveram seis filhos:
- Filha natimorta (nascida e morta a 3 de dezembro de 1933)
- Kraft, Príncipe de Hohenlohe-Langemburgo (25 de junho de 1935 - 16 de março de 2004), casado primeiro com a princesa Carlota de Croÿ; com descendência. Casado depois com Irma Pospesch; sem descendência.
- Beatriz de Hohenlohe-Langemburgo (10 de julho de 1936 - 15 de novembro de 1997), não se casou nem teve filhos.
- Jorge de Hohenlohe-Langemburgo (24 de novembro de 1938 -)
- Roberto de Hohenlohe-Langemburgo (7 de abril de 1944 - 8 de abril de 1978), cometeu suicídio aos trinta e quatro anos de idade depois de vários anos de abuso de álcool e drogas, bem como devido à pressão exercida sobre ele devido à sua homossexualidade.
- Alberto de Hohenlohe-Langemburgo (7 de abril de de 1944 - 23 de abril de 1992), casado com Maria-Hildegard Fischer; com descendência. Tal como o irmão gémeo, também se suicidou depois de anos de abuso de álcool e depressão.